# Długie (Przeorsk)
Długie – dawna część wsi Przeorsk w Polsce, położona w województwie lubelskim, w powiecie tomaszowskim, w gminie Tomaszów Lubelski.
W latach 1975–1998 Długie administracyjnie należało do województwa zamojskiego.
Nazwę zniesiono z 2023 r.